# Stefan Funk
Stefan Funk (* 1960) ist ein deutscher Politiker (CSU). Seit 2023 amtiert er als Präsident des Bezirkstags von Unterfranken.

## Leben und Werk
Stefan Funk absolvierte ein Studium zum Diplom-Verwaltungswirt (FH). Er war zunächst beim Landkreis Schweinfurt und anschließend als Kämmerer in der Gemeinde Niederwerrn tätig. Nach seiner Tätigkeit als Geschäftsleiter der Gemeinde Nüdlingen ist er derzeit Geschäftsleiter der Gemeinde Euerbach.

## Politik
Dem Bezirkstag Unterfranken gehört er seit 2013 an. Von 2013 bis 2023 war er Fraktionsvorsitzender. Nach der Bezirkstagswahl in Bayern 2023 wurde Funk am 27. Oktober einstimmig zum Bezirkstagspräsidenten gewählt.
Stefan Funk wurde 1990 das erste Mal in den Stadtrat der Stadt Schweinfurt gewählt. Seit 2008 ist er Fraktionsvorsitzender.